# デトロイト都市圏
デトロイト都市圏（デトロイトとしけん、英:Detroit metropolitan areaまたはMetro Detroit）とは、アメリカ合衆国のデトロイト市とその周辺地域で構成される、ミシガン州の主要な都市圏である。
米国連邦政府機関の行政管理予算局により指定された公式統計地域を含むこのエリアには様々な定義がある。デトロイト都市圏は、自動車の伝統、芸術、エンターテイメント、ポピュラー音楽、スポーツで知られている。この地域には五大湖に関連した湖岸の保養地があり、様々な自然の風景、公園、ビーチがある。デトロイト都市圏にはフォーチュン500企業が17社あり、米国最大の経済都市圏の1つである。  

## 定義
都市圏の中核として機能するデトロイトの都市的地域は、米国で11番目に人口の多い都市であり、2010年の国勢調査時点で人口は3,734,090人、面積は3,463.2 km2である。 この都市的地域は、マコーム郡、オークランド郡 、ウェイン郡の一部に及んでいる。 これらの郡はデトロイト・トライ=カウンティ・エリア（デトロイト三郡地域）と呼ばれることがあり、2010年の国勢調査時点で人口は3,862,888人、面積は5,095 km2である。
米国連邦政府機関の行政管理予算局(OMB)は、デトロイト-ウォーレン-ディアボーンの大都市統計地域(MSA)を、ラピーア郡、リビングストーン郡、セントクレア郡、マコーム郡、オークランド郡、ウェイン郡という6つの郡と定義している。 2010年の国勢調査の時点で、MSAの人口は4,296,250人、面積は10,130 km2である。
OMBによってデトロイト-ウォーレン-アナーバーの合同統計地域(CSA)として指定された9つの郡地域には、上述のMSAが含まれるほか、ジェネシー郡、モンロー郡、ウォッシュトノー郡（これにはフリント、モンロー、アナーバーの各都市圏を含む） という3つの郡が付随する。2010年の国勢調査時点におけるその人口は5,318,744人で、面積は15,060 km2である。レンアウェイ郡は2000年にCSAから削除されたが、2013年に再び追加された。

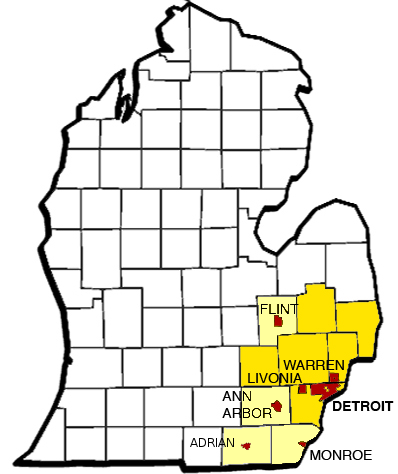
ミシガン州ロウアー半島の地図：暗い黄色がMSA郡で、明るい黄色が付随のCSA郡

隣接都市のウィンザー (オンタリオ州)とその郊外、デトロイト-ウィンザーを合わせた地域の人口は約570万人である。近郊のトレド (オハイオ州)とその通勤者を考慮に入れた場合、この地域は遥かに大規模な人口中心地を構成することになる。推定4,600万人が、デトロイトの半径300マイル(480km)以内で生活している。デトロイト都市圏は、新興の五大湖都市圏(en)の中心にある。

## 経済

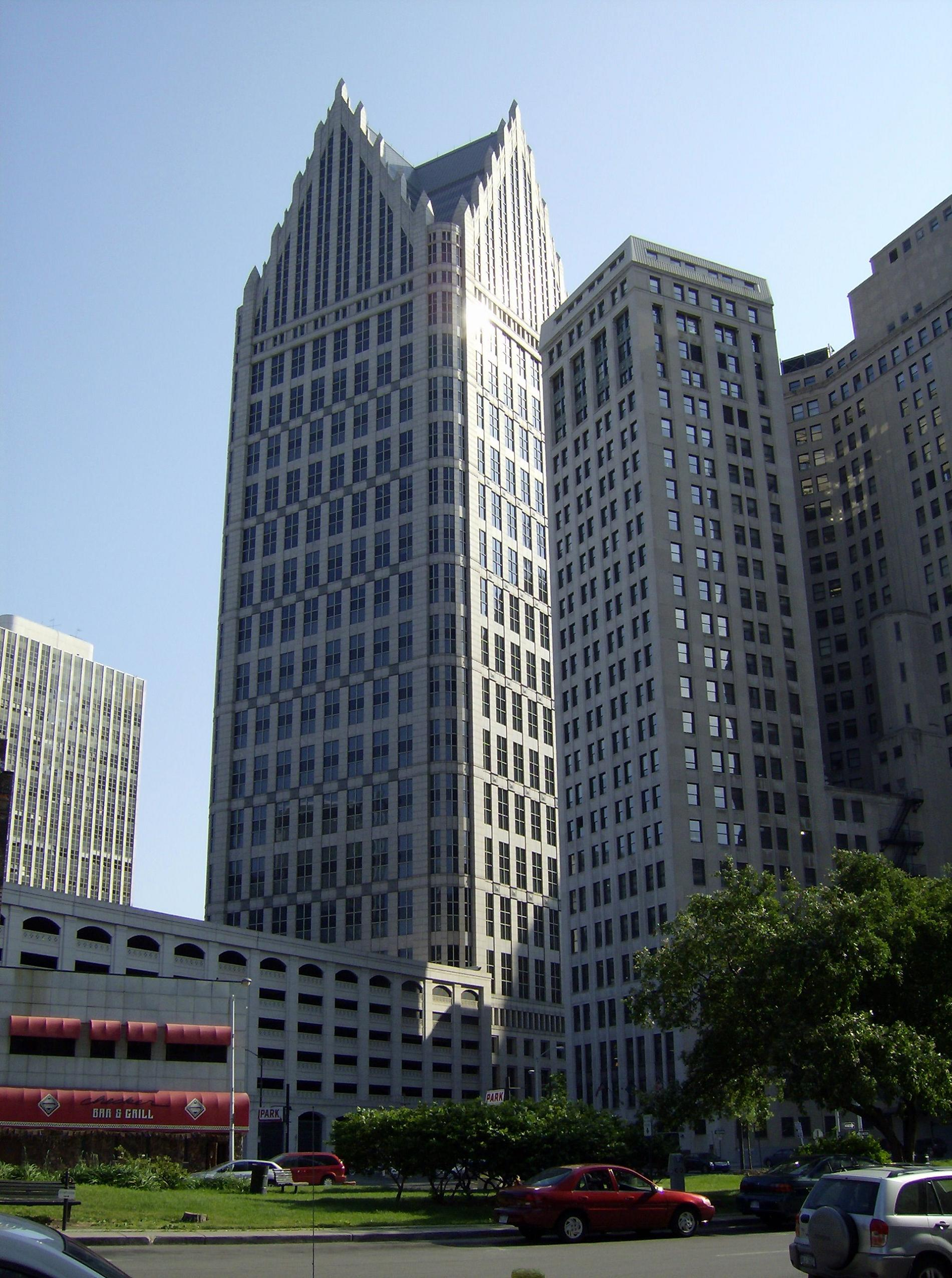
金融街を見下ろすワン・デトロイト・センター。

デトロイトとその周辺地域は、アメリカの「ビッグ3」自動車会社であるゼネラルモーターズ、フォード、クライスラーの本拠地として、商業と世界貿易の主要な中心地を構成している。 デトロイト6郡の大都市統計地域(MSA)の人口は約430万人、従業員は約210万人である。2017年12月、労働省はデトロイト都市圏の失業率を4.2％と報告した。デトロイトMSAの2017年9月時点の都市圏内総生産(GMP)は2,527億ドルだった。
この地域の企業は、バイオテクノロジー、ナノテクノロジー、情報技術、水素燃料電池開発などの新興技術を追求している。
デトロイト都市圏は米国の主要なヘルスケア経済圏の1つであり、ヘルスケア業界の構成企業を測定する2003年の調査によると、この地域の病院部門は米国で4位にランクされている。
カジノは重要な経済的役割を果たしており、デトロイトはカジノリゾートホテルを提供する米国最大の都市である。カナダ最大のシーザーズ・ウィンザー（ホテル）は、市内のMGMグランド・デトロイト、モーターシティカジノ、グリークタウンカジノ（いずれもカジノ付きホテル）を補完している。カジノホテルは数千人規模の雇用とともに大きな税収を住民にもたらしている。カジノゲーム収益は着実に成長しており、2007年にデトロイトは米国で5番目に大きいギャンブル市場にランクされた。カジノウィンザーが含まれる場合、デトロイトのギャンブル市場は3位または4位にランクされる。
この地域には約4,000の工場がある。国内の自動車産業は主にデトロイト都市圏に本社を置いている。この地域は工学分野の仕事機会の重要な源である。ロボット技術を使用した自動製造の増加はこの地域における関連産業を生み出している。
2004年の国境輸送パートナーシップの調査では、デトロイト-ウィンザー地域における15万人の雇用と年間生産量130億ドルが市の国境通過に依存していることが示された。
-
固定資産税に加えて、デトロイト市の住民は2.50％の住民税を納めている。
デトロイトの自動車メーカーと地元の製造業者は、市場競争に対応して大幅な事業再編を実施した。ゼネラルモーターズは、経営破綻、国有化、連邦政府による事業再編を経て、2010年に新規株式公開(IPO)を行った。米国内の自動車メーカーは2010年に大幅な利益を報告し、一部アナリストからはデトロイト地域の産業復興および経済回復の始まりだと解釈された。
人口530万人を擁するこの9郡地域には、約260万人の労働力と約247,000の事業所がある。フォーチュン500企業のうち14社はデトロイト都市圏に拠点を置いている。2015年4月、デトロイト都市圏の失業率は5.1％で、ニューヨーク、ロサンゼルス、シカゴ、アトランタの各都市圏よりも低い数字だった。
デトロイト都市圏は、情報技術、バイオテクノロジー、先進製造業でミシガン州の経済における牽引役となっている。ミシガン州は、自動車産業70,000人を含む568,000人のハイテク労働者を擁し、ハイテク雇用で全国第4位にランクされている。
ミシガン州は米国における研究開発(R＆D)全体支出で通常2位または3位にランクされている。
デトロイト都市圏は、エンジニアリングとハイテク仕事の雇用機会に重要な源である。米国自動車メーカーの「ビッグ3（GM、フォード、クライスラー）」の本拠地として、ここは伝統的な世界の自動車中心地であり、米国経済の重要な柱である。2010年代、米国における仕事の1割を国内自動車産業が直接および間接的に占め、経済回復の重要な要素となっている。

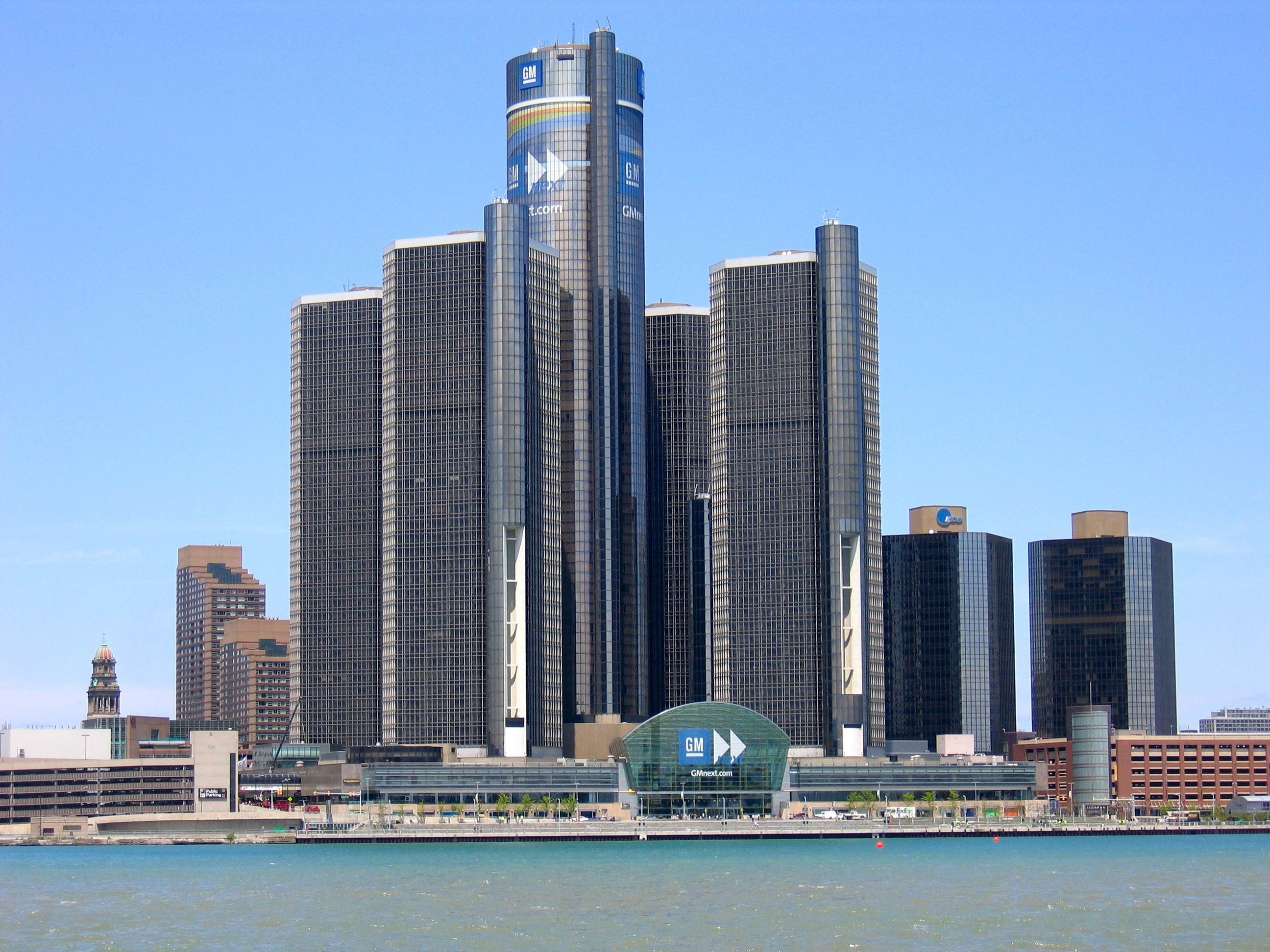
GMの本社があるルネサンス・センター。

デトロイト都市圏は、セルフリッジ空軍州兵基地を擁する、アメリカ陸軍のTACOMライフサイクル管理司令部(TACOM)の本部として機能している。デトロイト・メトロ空港(DTW)は、主要な滑走路6本、ボーイング747の整備工場、空港と繋がるウェスティン・ホテルとカンファレンス・センターを備えた、アメリカ最大かつ最新の近代化施設の1つである。
デトロイトは、大規模な無料の高速道路システムを備えた米国の主要な通関地である。2004年の国境輸送パートナーシップの調査では、デトロイト-ウィンザー地域にいる就職者15万人と年間生産額130億ドルがデトロイトの国境通過に依存していることが示された。
デトロイト都市圏は傑出したビジネス中心地であり、主要な商業地区にはルネサンス・センターやサウスフィールド・タウン・センター(en)等があるデトロイト金融地区、そしてフィッシャー・ビルディング(en)やキャディラック・プレイス(en)がある歴史的なニューセンター地区がある。このエリアに拠点を置く主要企業には、自動車会社のビッグ3（GM、フォード、クライスラー）以外で、ボルグワーナー、クイッケン・ローンズ、TRWオートモーティブ・ホールディングス、アリー・ファイナンシャル（旧GMAC）、カーハート、 シャイノラなどがある。
コンピュウェア、IBM、Google、Covansysは、デトロイト市内かその近辺に本社または主要支社を持つ情報技術およびソフトウェア企業である。 ヒューレット・パッカード・エンタープライズ・サービスはデトロイトを地域本部にしており、同社最大規模の世界的な雇用拠点の1つになっている。デトロイト都市圏には、147,082,003平方フィートに及ぶ米国内最大のオフィス市場がある。クライスラー最大の企業施設が、デトロイト郊外のオーバーンヒルズにある米国本社および技術センターであり、フォードはデトロイトに隣接したディアボーンにある。2006年までの10年間で、デトロイト中心街は民間および公共セクターからの新規投資で150億ドル以上を獲得した。

## 観光
観光はこの地域の文化および経済の重要な要素であり、この地域の就職者200万人の9％を占める。毎年約1590万人がデトロイト都市圏を訪れ、約48億ドルを消費する。デトロイトは、MGMグランド・デトロイト(en)、モーターシティカジノ(en)、グリークタウンカジノ(en)、シーザーズ・ウィンザー(en)といったカジノリゾートホテルを提供する、米国最大の都市または都市圏である。

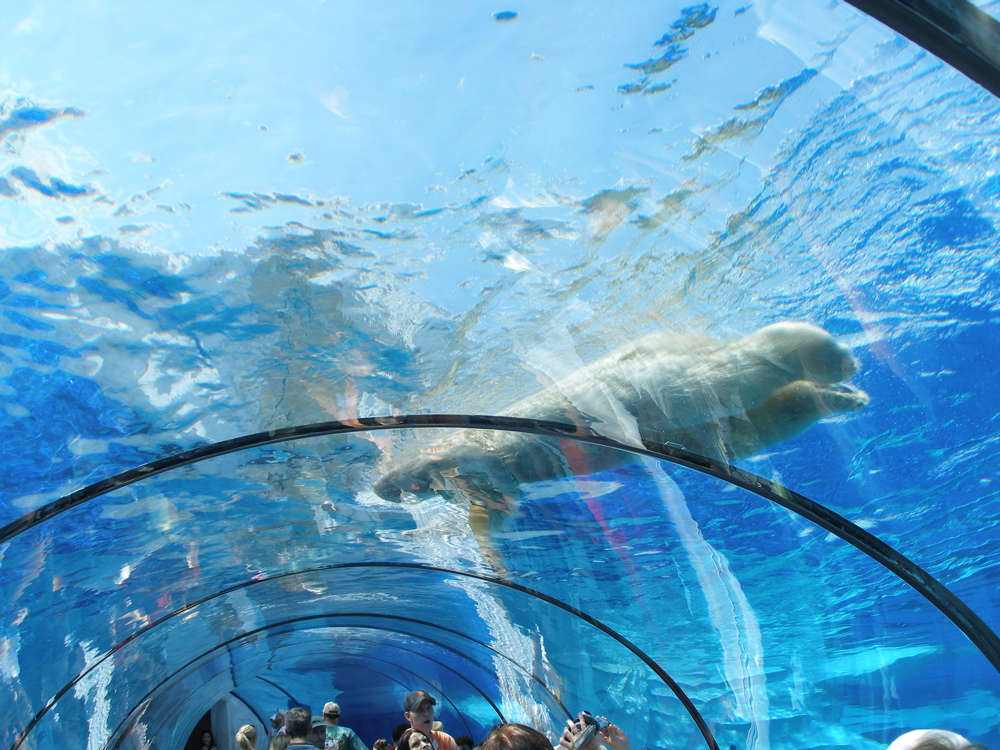
デトロイト動物園のチューブ型展示

デトロイト都市圏は、ウッドワード・ドリーム・クルーズ（クラシックカーの祭典）、北米国際オートショー、2009年NCAAトーナメントのファイナル４（準決勝＆決勝戦）、第40回スーパーボウルなどのイベントで超大人数を容易に収容できる観光地である。 2006年、4日間のモータウン・ウィンター・ブラストは、寒い気候にもかかわらず約120万人の群衆を中心街のキャンパス・マルティウス公園地区に引き寄せた。
デトロイトのヒューロン=クリントン・メトロパークスには、メトロビーチ(en)、ケンジントン(en)、ストーニークリーク(en)などの淡水ビーチがある。デトロイト都市圏では、ヒューロン=クリントン・メトロパークでカヌーを実施している。スポーツ愛好家は山岳スキーリゾートやパイン・ノブ(en)のスキーリゾートで、ダウンヒルやクロスカントリースキーを楽しめる。
デトロイト川国際野生生物保護区(en)は、主要な大都市圏の中心に位置する北米唯一の国際的な鳥獣保護区である。この保護区にはデトロイト川およびエリー湖西部の海岸線77kmに沿った、島々、沿岸湿地、沼地、浅瀬、水辺の土地が含まれる。

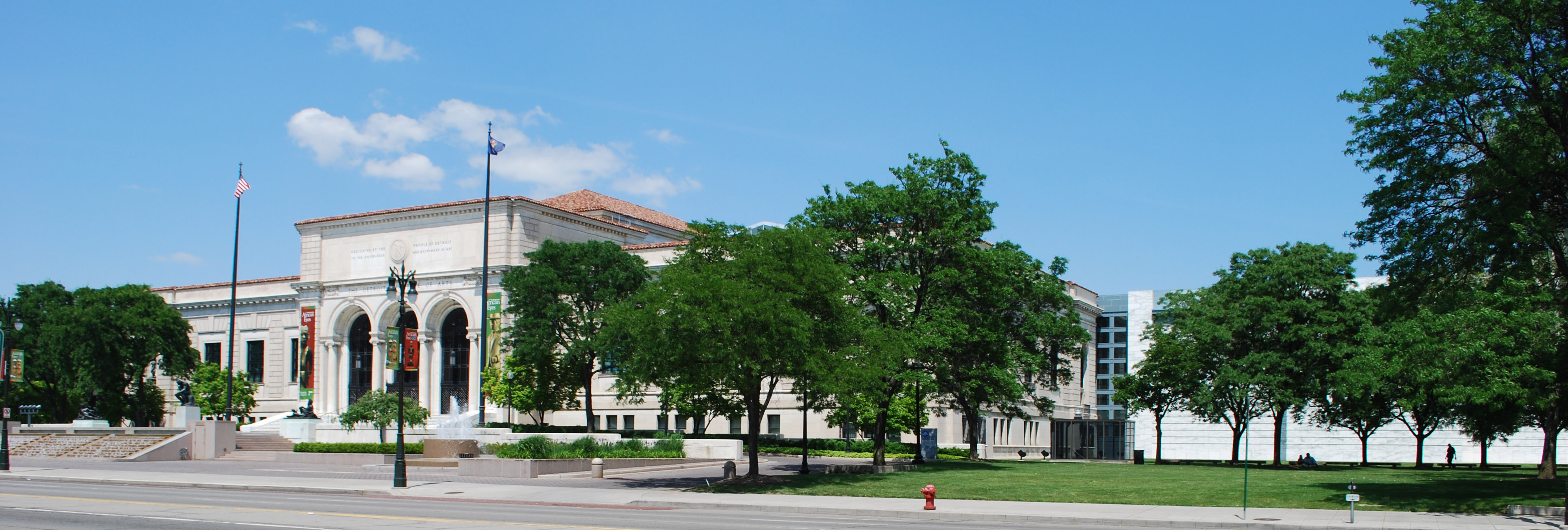
デトロイト美術館

デトロイト都市圏には、サマーセット・コレクション(en)、グレート・レイクス・クロッシング・アウトレット(en)、トゥエルブ・オークス・モール(en)など、多くのショッピングモールがあり、そのいずれもが観光客を引き付けている。
この地域の主要な観光名所は、デトロイト郊外のディアボーンにあるヘンリー・フォード博物館である。そこはアメリカ最大の屋内外複合博物館である。
近年のルネサンス・センターの改装、および最先端のクルーズ船ドック、新しいスタジアム、新しいリバーウォーク(en)の建設は、関連する民間経済の発展を刺激している。近郊のウィンザーは飲酒年齢が19歳であり、デトロイトのグリークタウン地区(en)を補完する無数の娯楽がある。一部のアナリストは、観光プランナーがデトロイトの半径300マイル(480km)圏内に住む推定4,600万人の経済力をまだ余すところなく活用できていないと考えている。

## 人口統計
デトロイト都市圏は、人口4,296,250人を擁する6郡の大都市統計地域(MSA)であり、2010年のアメリカ合衆国国勢調査で列挙されているように、米国で13番目に大きいMSAである。
デトロイト地域は、人口5,218,852人を擁する9郡の合同統計地域(CSA)であり、2010年の国勢調査で列挙されているように、米国で12番目に大きなCSAである。カナダ-アメリカ国境をまたぐ商業連携のデトロイト-ウィンザー地域では総人口が約5,700,000人になる。
2000年の米国国勢調査以降、移入民と自然出生率は、死亡と移出民によるMSA（またはCSA）の減少に追いついていない。
2010年国勢調査時点で、4,296,250人、1,682,111世帯、1,110,454家族がMSA域内に居住している。同国勢調査では、白人70.1％、アフリカ系アメリカ人22.8％、ネイティブ・アメリカン0.3％、アジア人3.3％、太平洋諸島系0.02％、その他1.2％、混血2.2％と報告されている。ヒスパニックまたはラテン系人種は人口の6.2％だった。 アラブ系アメリカ人はこの地域の人口の少なくとも4.7％であった（米国国勢調査では白人と見なされる）。
2010年のアメリカン・コミュニティ・サーベイの推定で、MSAの世帯平均収入は48,198ドル、家族の平均収入は62,119ドルだった。MSAの1人あたり収入は25,403ドルだった。この地域の海外生まれの人口は8.6％だった。この地域は、特にディアボーン (ミシガン州)で、アラブ系アメリカ人が米国で最も集中している。この都市圏には世界で25番目に大きいユダヤ人人口域もある。 
1701年、フランス人将校アントワーヌ・ドゥ・ラ・モト・カディヤックは、51人のフランス系カナダ人とともにフォルト・ポンシャルトラン・デュ・デトロワ（いわゆるデトロイト砦）と呼ばれる入植地を設立、これはルイ14世時代の海軍大臣ポンシャルトラン伯にちなんで命名したものである。フランスの名残りは現在でも多くの都市地域（例：デトロイト、グロース・ポワント、グロース・イル）や街道（例：グラシット、ボービアン、サン・アントワーヌ、カデュー）の名称で見られる。後にイギリス人とドイツ人の子孫が流入し、続いてポーランド人、アイルランド人、イタリア人、レバノン人、アッシリア人やカルデア人、ギリシャ人、ユダヤ人、ベルギー人の移民が、20世紀初頭や第二次世界大戦中および戦後にこの地域に進出した。第一次世界大戦後に、南部の田舎から都市への大規模な移住があった。 
現在、オークランド郡、マコーム郡、ウェイン郡の北東部および北西部のデトロイト郊外はヨーロッパ系アメリカ人が圧倒的である。オークランド郡は米国で最も豊かな郡の1つであり、人口は100万人以上である。ウェイン郡ではディアボーン市にアラブ系アメリカ人が集中しており、主にシーア派イスラム教徒のレバノン人で、彼らの先祖は20世紀初頭にここに移住した。 最近この地域では、アルバニア人、アジア人、ヒスパニックの人口が若干増加している。
2000年代、デトロイト都市圏にある185の市町のうち115で95％以上が白人だった。アフリカ系アメリカ人も郊外に引っ越した。2000年には24万人以上になる郊外の黒人の44％が、インクスター、ポンティアック、オークパーク、サウスフィールドに住んでいた。
| 郡                 | 2018推定値 | 2010国勢調査 | 変動   | 地区面積 sq miは平方マイル    | 人口密度                |
| ------------------ | ---------- | ------------ | ------ | ----------------------------- | ----------------------- |
| ラピーア郡         | 88319      | 88028        | +0.33% | 643.01 sq mi (1,665.4 km2)    | 137/sq mi (53/km2)      |
| リビングストーン郡 | 180967     | 191224       | −5.36% | 565.25 sq mi (1,464.0 km2)    | 334/sq mi (129/km2)     |
| マコーム郡         | 840978     | 874759       | −3.86% | 479.22 sq mi (1,241.2 km2)    | 1,811/sq mi (699/km2)   |
| オークランド郡     | 1202362    | 1259201      | −4.51% | 867.66 sq mi (2,247.2 km2)    | 1,434/sq mi (554/km2)   |
| セントクレア郡     | 163040     | 159337       | +2.32% | 721.17 sq mi (1,867.8 km2)    | 221/sq mi (85/km2)      |
| ウェイン郡         | 1820584    | 1753893      | +3.80% | 612.08 sq mi (1,585.3 km2)    | 2,858/sq mi (1,104/km2) |
| 合計               | 4326442    | 4296250      | −0.70% | 3,888.39 sq mi (10,070.9 km2) | 1,105/sq mi (427/km2)   |

## 交通機関

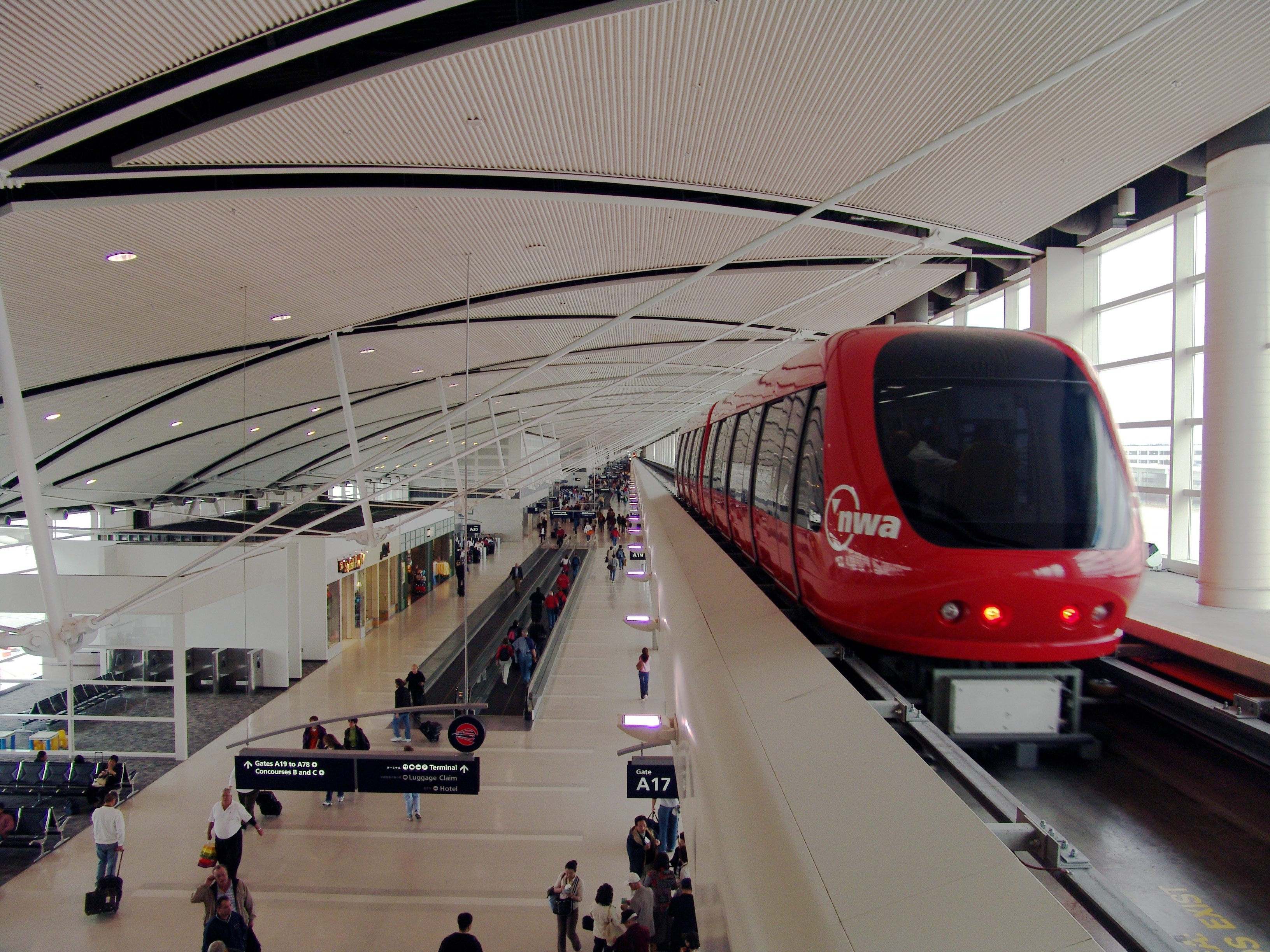
デトロイト・メトロ空港がこの地域の主要な国際空港。写真のエクスプレストラムは、空港ターミナル片方の端から他方の端まで乗客を輸送するのに使用されている。

### 空港
この地域で最大の空港は、ロムルスにあるデトロイト・メトロポリタン・ウェイン・カウンティ空港(DTW)で、デルタ航空とスピリット航空の商業ハブとして機能する国際空港である。
同都市圏にある他の空港は次のとおり。
- コールマン・A・ヤング国際空港(DET)- 一般航空のみ
- ビショップ国際空港 (FNT)- 商業空港
- オークランド郡国際空港(PTK)- チャーター旅客施設
- セント・クレア郡国際空港- カナダと米国の国境にある国際空港。
- セルフリッジ州空軍基地- 空軍基地
- アナーバー市営空港(ARB)
- ウィロー・ラン空港(YIP)-貨物、一般航空、チャーター旅客輸送

### 輸送システム
都市圏のバスはデトロイト市交通局(DDOT)および郊外モビリティ地方交通局(SMART)が共同で提供しており、提携の運賃契約およびサービスの下で運営されている。高架モノレールのデトロイト・ピープル・ムーバーは中心街を周回して多数のホテル、オフィス、観光名所への運行サービスを提供している。ウッドワード・アベニューの路面電車QLineは近年、中心街とニューセンター間での運行サービスを開始した。SEMCOGコミュータートレイルは、デトロイトのニューセンター地区からヘンリーフォード博物館、ディアボーン、デトロイトメトロ空港、アナーバーまでの延線が提案されている。ミシガン南部地方交通局(RTA)は、全ての既存輸送業者のサービスを調整してウッドワード・アベニューのバス高速輸送システムを開発する目的で、2012年12月に設立された。

### 道路および高速道路
デトロイト都市圏は、州間高速道路を含む主要道路と高速道路からなる高度な道路網で繋がっている。デトロイトは伝統的に高速道路の一部を道路番号ではなく名前で示す。デイヴィソン、ロッジ、サウスフィールドの高速道路は大抵の場合、番号ではなく名前で呼ばれる。名前のないものは番号で呼ばれる。デトロイト都市圏の一般道案内には、1マイル(1.6km)間隔で配置された主要な東西道路である「マイルロード」が主に用いられる。

## 教育

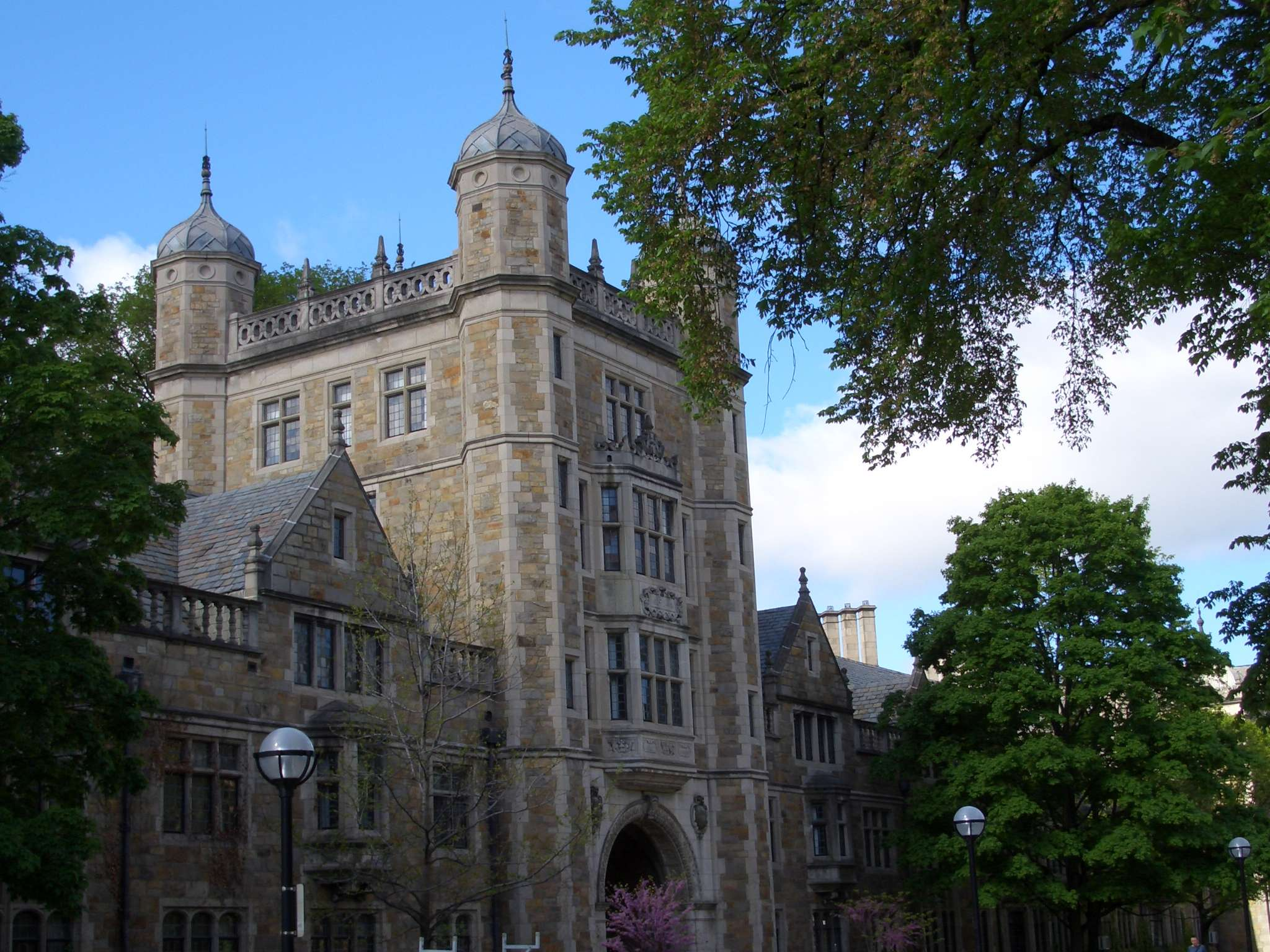
ミシガン大学

アナーバーにあるミシガン大学は世界有数の研究機関の1つで、都市圏にとって最上な人材の源であり、デトロイトにあるウェイン州立大学には米国最大の単一キャンパスの医学部がある。
同都市圏にある、主な総合大学およびコミュニティ・カレッジは次の通り。
| - ベイカー大学 - クリアリー大学 - コンコーディア大学 - ダベンポート大学 - 東ミシガン大学 - ヘンリー・フォード大学 - ケタリング大学 - ローレンス工業大学 - マコーム・コミュニティカレッジ - マドンナ大学 - マリーグローブ大学 - ミシガン州立大学 - モンロー・コミュニティカレッジ - モット・コミュニティカレッジ - ノースウッド大学 - オークランド・コミュニティカレッジ |  | - オークランド大学 - ロチェスター大学 - セントクレア郡・コミュニティカレッジ - セントクレア大学 - スクールクラフト大学 - デトロイト・マーシー大学 - ミシガン大学 - ミシガン大学ディアボーン校 - ミシガン大学フリント校 - ウィンザー大学 - ウォッシュトノー・コミュニティカレッジ - ウェイン・コミュニティカレッジ - ウェイン州立大学 |

## 犯罪
デトロイトの主要都市は何十年にもわたり高い犯罪率に苦しんでいる。2015年のミシガン州の全殺人事件の約半分がデトロイトで発生した。2013年以降は、財産犯罪が26％減少し、暴力犯罪が27％減少したとFBIは報告している。

## スポーツ
デトロイト都市圏にはプロスポーツのファンが大勢おり、主要スポーツ四競技のプロチームを含む多くのスポーツチームの拠点となっている。同地域にある一部の大学は様々なスポーツチームを展開している。ミシガン・ウルヴァリンズの本拠地であるミシガン・スタジアムは、世界最大のアメリカンフットボールスタジアムである。 
デトロイト都市圏は、自動車や水上飛行機のレースなど、多くのスポーツイベントを毎年開催している。この地域では、1994 FIFAワールドカップ、第16回スーパーボウル、第40回スーパーボウル、レッスルマニア23、2005年のMLBオールスターゲーム、多くのスタンレーカップ選手権、2006年のワールドシリーズ最初の2試合、2012年のワールドシリーズ最後の2試合など、多くの主要なスポーツイベントが開催された。
| クラブ                                             | スポーツ                   | リーグ                      | 会場                                   | 場所               |
| -------------------------------------------------- | -------------------------- | --------------------------- | -------------------------------------- | ------------------ |
| デトロイト・ライオンズ                             | アメリカンフットボール     | NFL                         | フォード・フィールド                   | デトロイト         |
| デトロイト・レッドウィングス                       | アイスホッケー             | NHL                         | リトル・シーザーズ・アリーナ           | デトロイト         |
| デトロイト・ピストンズ                             | バスケットボール           | NBA                         | リトル・シーザーズ・アリーナ           | デトロイト         |
| デトロイト・タイガース                             | 野球                       | MLB                         | コメリカ・パーク                       | デトロイト         |
| イースタン・ミシガン・イーグルス                   | 各種                       | NCAA                        | 各地                                   | イプシランティ     |
| オークランド大学ゴールデン・グリズリーズ           | 各種                       | NCAA                        | 各地                                   | ロチェスター       |
| デトロイト大学マーシー・タイタンズ                 | 各種                       | NCAA                        | 各地                                   | デトロイト         |
| ミシガン大学ウルヴァリンズ                         | 各種                       | NCAA                        | ミシガン・スタジアム含む各地           | アナーバー         |
| ウェイン州立大ウォーリアズ                         | 各種                       | NCAA                        | 各地                                   | デトロイト         |
| フリント・シティ・バックス                         | サッカー                   | PDL                         | アルティメイト・サッカーアリーナ       | ポンティアック     |
| デトロイトシティFC                                 | サッカー                   | NPSL                        | キーワース・スタジアム                 | ハムトラムク       |
| ミシガンスターズFC                                 | サッカー                   | NPSL                        | ウィズナー・スタジアム                 | ポンティアック     |
| カルパティアFC                                     | サッカー                   | PLA                         | カルパティア・クラブ                   | スターリングハイツ |
| オークランド郡FC                                   | サッカー                   | PLA                         | クローソン・スタジアム                 | クローソン         |
| デトロイトコーストIIコースト・オールスターズ       | バスケットボール           | ABA                         | Cass工業高校                           | デトロイト         |
| モーター・シティ・ファイヤーバーズ                 | バスケットボール           | ABA                         | インクスター・レクリエーション複合施設 | インクスター       |
| オークランド郡カウボーイズ                         | バスケットボール           | ABA                         | ウォード・レイク中央高校               | ウォード・レイク   |
| チーム・ネットワーク                               | バスケットボール           | ABA                         | ロムルス・アスレチックセンター         | ロムルス           |
| USAホッケー代表チーム育成プログラム                | アイスホッケー             | USHL                        | USA ホッケーアリーナ                   | プリマス           |
| メトロ・ジェッツ                                   | アイスホッケー             | NA3HL                       | フレイザー・ホッケーランド             | フレイザー         |
| デトロイト・ファイティング・アイリッシュ           | アイスホッケー             | USPHL                       | ブラウンズタウン・スポーツアリーナ     | ブラウンズタウン   |
| モーター・シティ・ホークス                         | アイスホッケー             | USPHL                       | McCannアリーナ                         | グロース・ポワント |
| デトロイト・メカニックス                           | アルティメット・フリスビー | AUDL                        | アルティメイト・サッカーアリーナ       | ポンティアック     |
| デトロイト・ローラーダービー                       | ローラーゲーム             | WFTDA                       | フリーメイスン寺院                     | デトロイト         |
| デトロイト・トレードマン・ラグビークラブ           | ラグビーユニオン           | USA Rugby                   | Glenn W. Levey中学校                   | デトロイト         |
| デトロイト・ラグビーリーグ・チーム                 | ラグビーリーグ             | AMNRL                       | N/A                                    | デトロイト         |
| デトロイト・ウルフェトンズ・ゲーリックフットボール | ゲーリックフットボール     | Gaelic Athletic Association | フロディン・パーク                     | デトロイト         |

ブルックリン (ミシガン州)のミシガン・インターナショナル・スピードウェイでは、NASCAR、INDYCAR、ARCAなどの様々なカーレースが開催されている。 デトロイト川では、デトロイトAPBAゴールド杯をかけたAPBAによるハイドロプレーンのレースが開催される。

## 市外局番
デトロイト都市圏には9つの電話市外局番がある。かつてミシガン州南東部全域をカバーしていた市外局番313は、現在デトロイト市と近隣のウェイン郡郊外に限定されている。
- 市外局番248と新しい局番947は、大部分がオークランド郡に対応している。
- マコーム郡は大部分が586である。
- ジェネシー郡、セントクレア郡、ラピア郡、リヴィングストン郡東部、オークランド郡北部の一部は810で網羅されている。
- ウォッシュトノー郡、モンロー郡、およびウェイン郡郊外の大部分は734の地域である。
- ウィンザー地域（およびオンタリオ州南西部の大部分）は、519、226、548という3局番がサービスを提供している。